# Indigofera linnaei
Indigofera linnaei är en ärtväxtart som beskrevs av Syed Irtifaq Ali. Indigofera linnaei ingår i släktet indigosläktet, och familjen ärtväxter. Inga underarter finns listade i Catalogue of Life.

## Bildgalleri

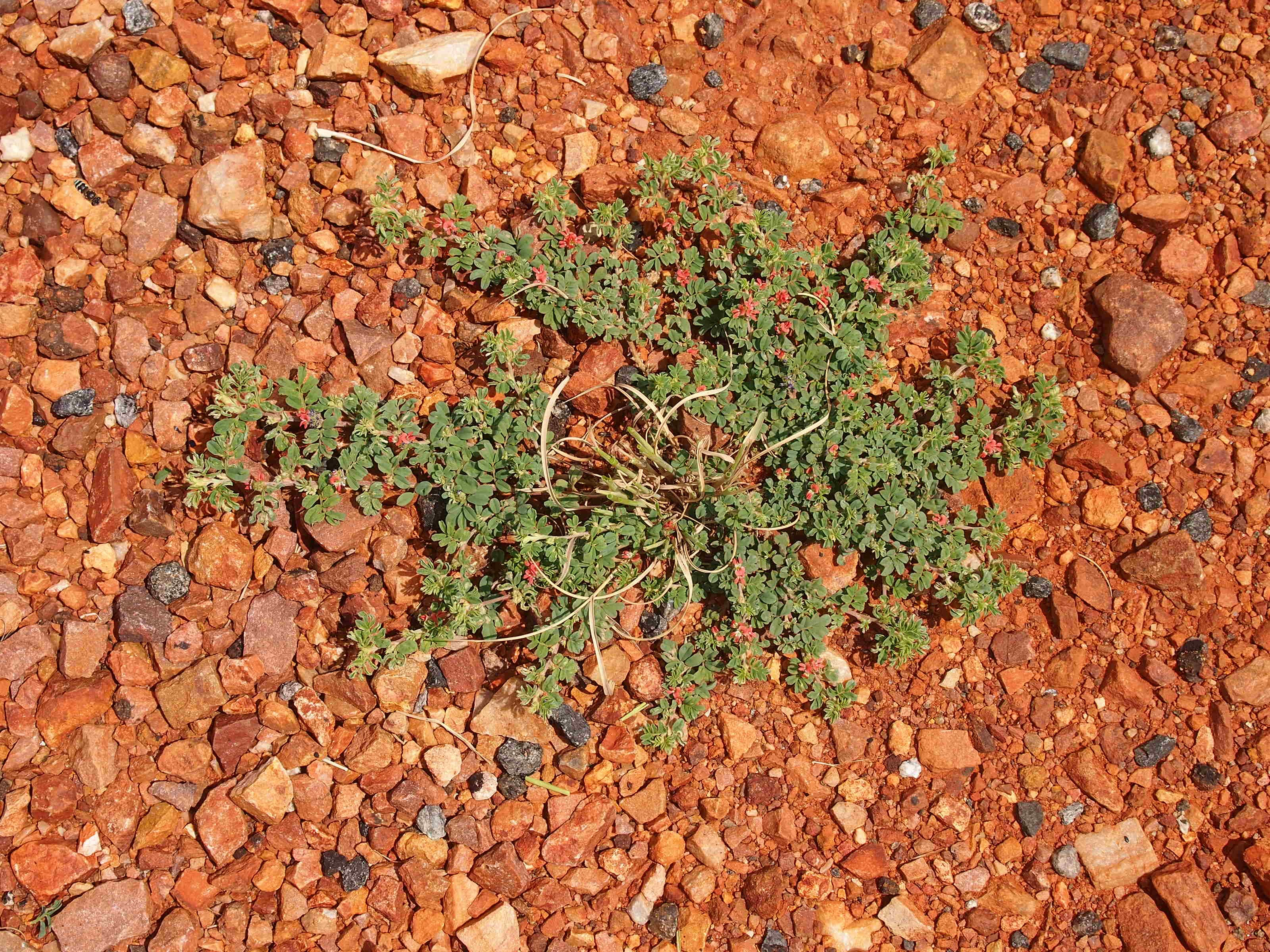
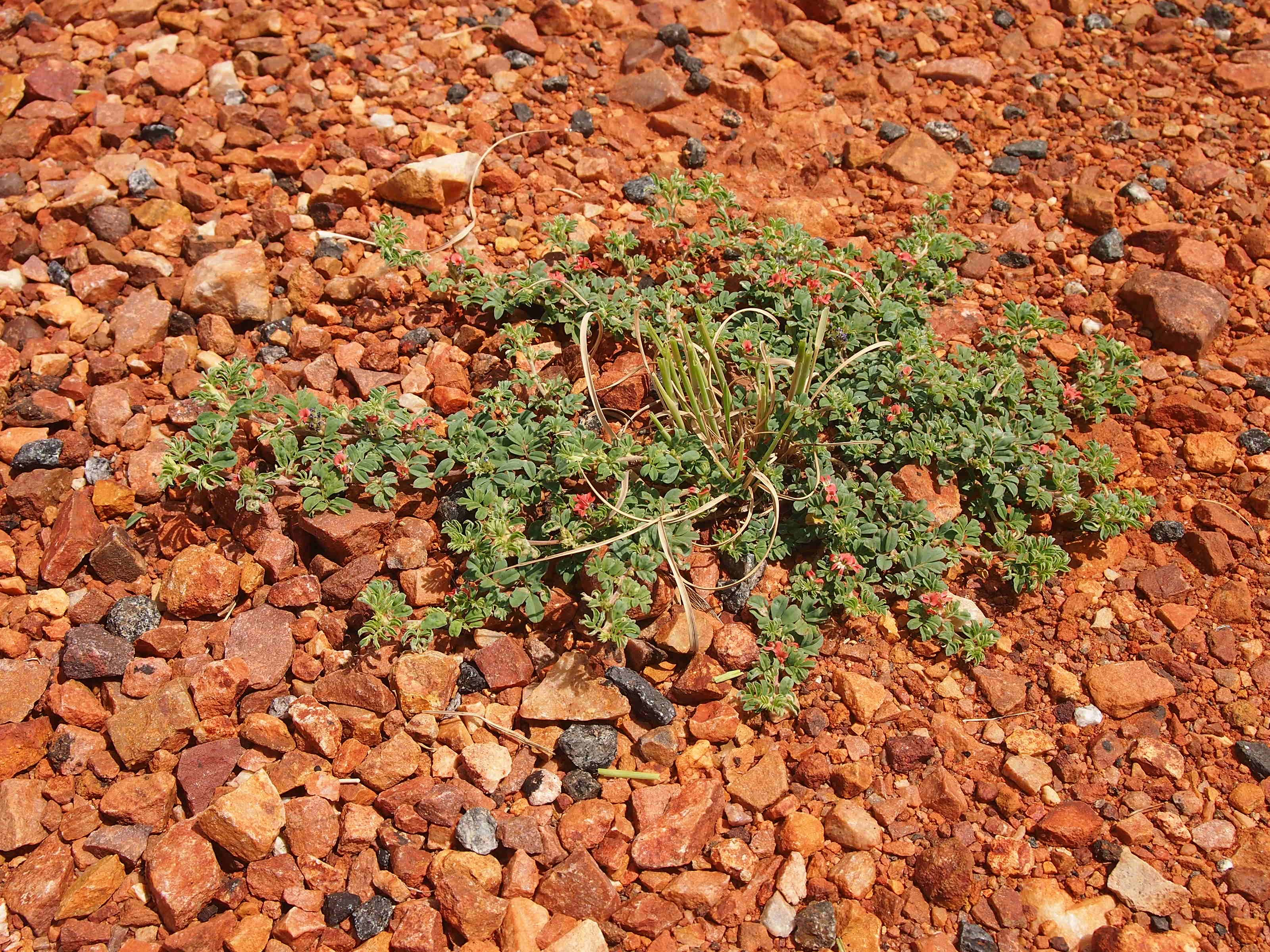
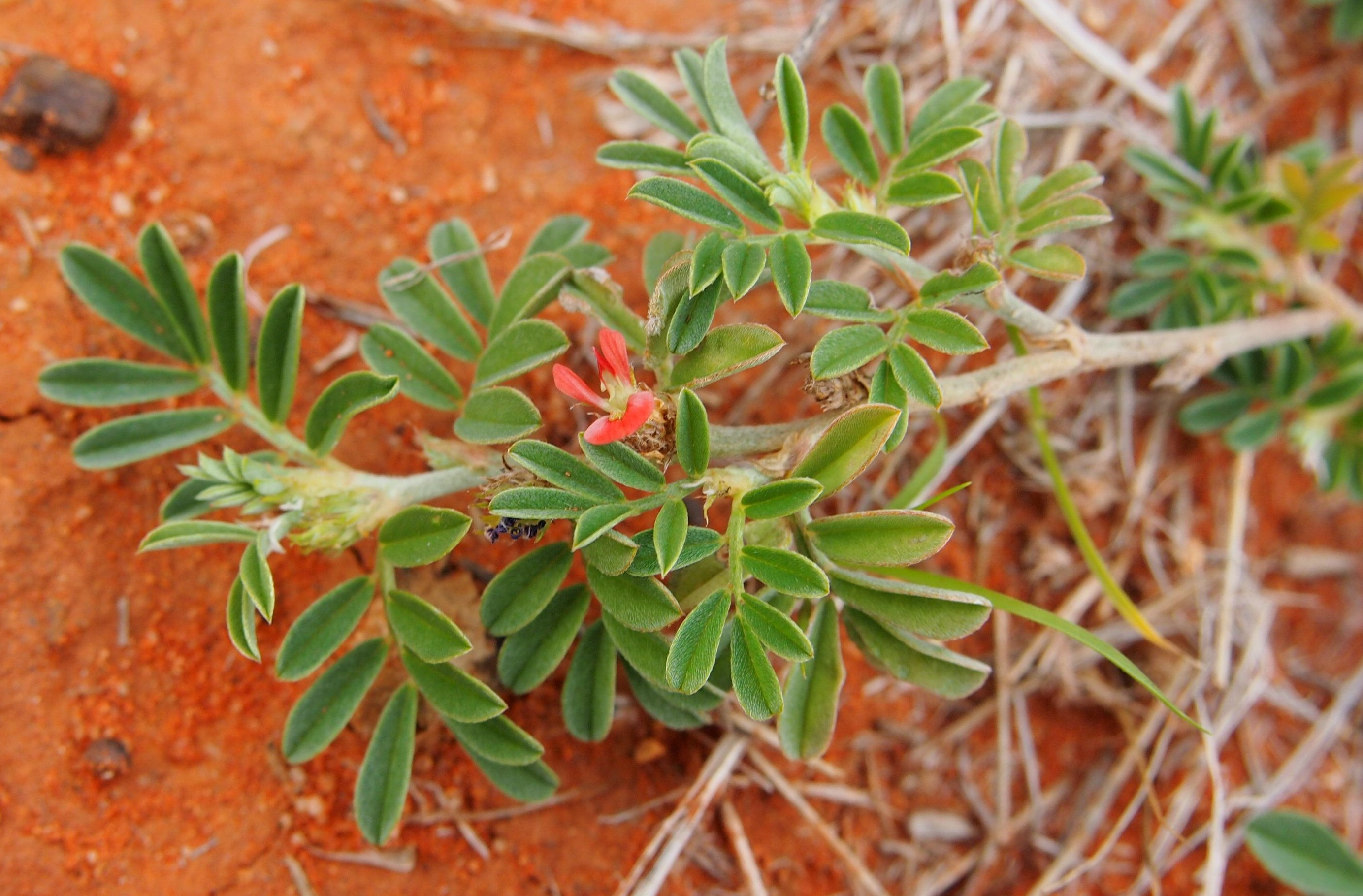
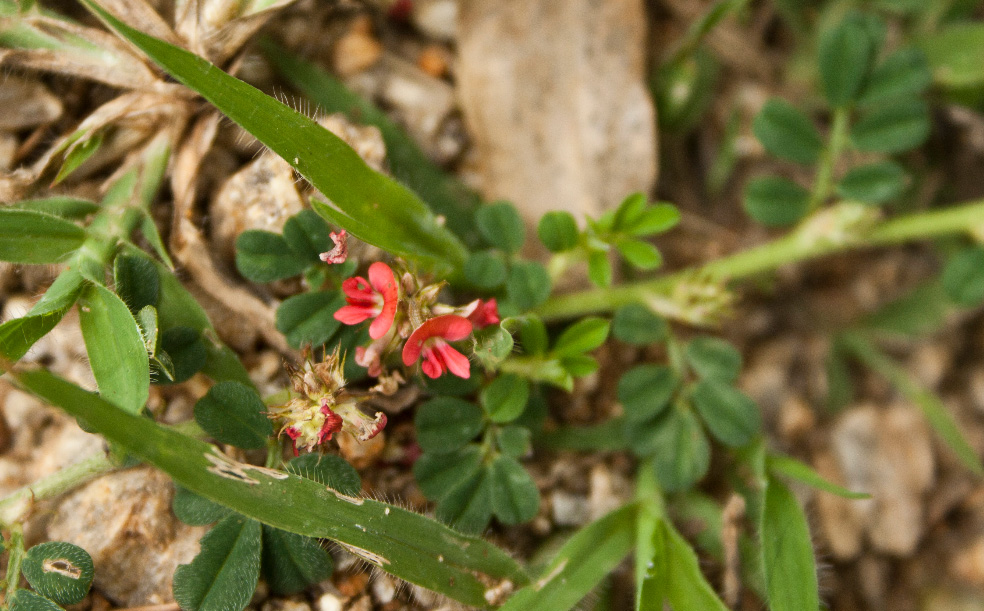